# Lichtstrahlen
Lichtstrahlen (с нем. — «Лучи света») — социалистический журнал, выходивший в Берлине с 1913 по 1916 и с 1918 по 1921 годы.

## История

### Основан в 1913 году
В сентябре 1913 года Юлиан Борхардт основал журнал Licht Rays как воспитательный орган для мыслящих рабочих. Это было единственное радикальное социалистическое периодическое издание, регулярно выходившее в то время в Германском рейхе, наряду с журналом Клары Цеткин Die Gleichheit.
Первоначально она критиковала СДПГ за её институциональную политику, зацикленную на политических реформах. С другой стороны, журнал призывал к тщательному изучению социально-экономических основ буржуазного общества, что только и давало почву для радикальной критики.

В первом выпуске Борхардт писал:
«Всякий, кто хочет освободить человечество от социальной нищеты, прежде всего должен знать её причины. Это требует тщательного исследования всего нашего социального положения, особенно нашего экономического положения. Ибо только там можно исследовать корни социальных страданий.»
Кроме того, Lichtstrahlen принесли вклад в исторические темы, в педагогику и в критику религии.

### Начало войны 1914 г.
С октября 1914 года журнал резко критиковал политику перемирия СДПГ и выступал за немедленный разрыв со старыми партийными структурами и за последовательное новое начало, в отличие от Карла Либкнехта и Розы Люксембург, возникла новая «социал-империалистическая партия». и поэтому невозможно, как истинный социалист, принадлежать к такой организации, которой руководят «люди 4 августа». Отношение большевиков в России к войне и «защите отечества», с другой стороны, описывалось как образцовое и пропагандировалось в «Lichtstrahlen».

### Скандал 1915
В апреле 1915 года Борхардт вызвал скандал, когда в тщательно проработанной статье он сообщил, что правые социал-демократы месяцами раскрывали внутрипартийную информацию буржуазной прессе, публикуя там статьи под псевдонимами, призванные подбодрить правое большинство в партийный исполнитель. Затем руководитель партии СДПГ разослал циркуляр, призывающий региональных и местных партийных лидеров принять меры против дальнейшего распространения журнала Lichtstrahlen и нового журнала Internationale. Однако Lichtstrahlen атаковали и марксистско-центристское течение вокруг Карла Каутского. Этим объясняется то, что контрасты между революционерами и оппортунистами снова и снова стираются; это также дезориентирует большинство членов партии и оставляет их на милость руководства партии СДПГ. Необходимо
«(…) борьба за объединение всех левых элементов партии, часть которых колеблется между правыми и левыми под влиянием авторитета Каутского, заявляет о себе против правых на словах и поддерживает их на деле.»

### Дальнейшее развитие 1915/1916
Борхардт сформировал кружок из 15-20 читателей Licht Rays в Берлине как Интернациональных Социалистов Германии. В качестве их представителя он принял участие в Циммервальдской конференции в сентябре 1915 года. Но это был скорее кружок для чтения и дискуссий без особого активистского потенциала. Журнал получил мало внимания в СДПГ (в отличие от Spartakusbriefe и Bremer Arbeiterpolitik).
В феврале 1916 года Юлиан Борхардт был ненадолго арестован. В апреле 1916 года журнал Licht Rays был запрещён, и круг читателей распался.

## Авторы
Среди первоначальных авторов были социалисты, такие как Франц Меринг, Эдвин Хорнле, Иоганн Книф (под псевдонимом Альфред Нусбаум), Юлиан Мархлевски, Анжелика Балабанофф, Антон Паннекук, Отто Рюле и Карл Радек.
Более поздними авторами были публицисты Ганс Берлинер и Эрнст Сухер, которые представляли более анархистские позиции.